# Namgay Tshering
Namgay Tshering (c. 1979) es un político butanés perteneciente al partido Druk Nyamrup Tshogpa. Desde octubre de 2018 se desempeña como asambleísta nacional, y desde noviembre de ese año, como Ministro de Hacienda.

## Formación
Tshering obtuvo un bachiller universitario en Ciencias de la Comunicación por la Universidad de Madrás en la India, y una maestría en Salud Pública por la Universidad de Chulalongkorn, Tailandia.

## Carrera profesional
Previo a su ingreso a la política, se desempeñó como coordinador de proyectos (proyecto del Banco Mundial y Fondo Mundial), y director de planificación del Ministerio de Salud. Entre 2014 y 2018 fue gerente de programas en el programa nacional de control del VIH/SIDA; y hasta el 2016 oficial profesional nacional en la Organización Mundial de la Salud.

## Carrera política
Tshering fue electo miembro de la Asamblea Nacional en las elecciones de 2018 por el distrito electoral de Dokar-Sharpa, al obtener 4.155 votos y derrotar a Chencho Dorji de Druk Phuensum Tshogpa.
El 3 de noviembre, Lotay Tshering lo nombró Ministro de Hacienda, al anunciar formalmente la composición de su gabinete. El 7 de ese mes, prestó juramento como jefe de la cartera ministerial del Lhengye Zhungtshog.